# Jean-Stan Du Pac
Pour les articles homonymes, voir Du Pac.
Jean-Stan Du Pac est un acteur français, né le 5 juin 2003.

## Biographie
Cette section ne s'appuie pas, ou pas assez, sur des sources secondaires ou tertiaires indépendantes du sujet. Le texte peut contenir des analyses inexactes ou inédites de sources primaires.
Pour l'améliorer, ajoutez-en, ou placez des modèles {{Source secondaire souhaitée}} ou {{Source secondaire nécessaire}} sur les passages mal sourcés. (août 2023)
Jean-Stan du Pac naît le 5 juin 2003. Il est le fils du comédien Benoît du Pac et le frère de l’actrice Thelma du Pac. 
En 2013, à l'âge de 10 ans, il commence sa carrière d'acteur : il interprète le rôle du fils du docteur Lamarade (joué par Alexandre Astier) dans Zygomatiques de Stephen Cafiero, court métrage faisant partie de la collection écrire pour « Le jeu des 7 familles »[réf. souhaitée].
Depuis 2014, il participe au doublage : il prête la voix de Ben dans le film d'animation irlandais Le Chant de la mer (Song of the Sea) de Tomm Moore, ainsi que celle d'Adam Leon dans la série américaine Rake.
En 2015, il obtient le rôle de Léo Lemans, fils de Thomas (joué par Malik Zidi) et d'Audrey (Sabrina Seyvecou) victimes de la vengeresse maternelle Marie-France Ducret (Nathalie Baye), dans le thriller La Volante de Christophe Ali et Nicolas Bonilauri. Même année, il est le jeune Antoine Rey dans le film dramatique Boomerang de François Favrat, d'après le roman homonyme de Tatiana de Rosnay (2009). Il apparaît à la télévision, dans la mini-série Malaterra, inspirée de la série britannique Broadchurch de Chris Chibnall, où il joue Lisandru Marchetti, le fils de l'adjudant-chef Karine Marchetti (interprétée par Constance Dollé).
En fin janvier 2016, Studiocanal révèle son nom pour incarner le personnage Terry dans le film fantastique Seuls de David Moreau, adapté de la série de bande dessinée du même titre de Bruno Gazzotti et Fabien Vehlmann. Même année, il est choisi pour le rôle de Victor dans la comédie dramatique Le Cœur en braille de Michel Boujenah, adaptation du roman homonyme de Pascal Ruter (2012).
En 2021, il est Lucas Villeneuve dans la mini-série Mensonges avec Arnaud Ducret dans le rôle de son père et Audrey Fleurot, la victime. 
En 2024, il apparaît dans le film Frères, réalisé par Olivier Casas, dans lequel il joue le fils de Michel.
La même année, il incarne Antoine de Saint-Exupery (jeune) dans le film de Pablo Agüero : Saint-Ex.

## Filmographie

### Cinéma

#### Longs métrages
- 2015 : La Volante de Christophe Ali et Nicolas Bonilauri : Léo Lemans
- 2015 : Boomerang de François Favrat : Antoine, enfant de 10 ans
- 2016 : Le Cœur en braille de Michel Boujenah : Victor
- 2017 : Seuls de David Moreau : Terry
- 2024 : On fait quoi maintenant ? de Lucien Jean-Baptiste : ?
- 2024 : Frères d'Olivier Casas : Vincent
- 2024 : Saint-Ex de Pablo Agüero : Antoine, jeune
- 2025 : Sur la Route de Papa : Gauthier

#### Court métrage
- 2013 : Zygomatiques de Stephen Cafiero : le fils du docteur Lamarade
- 2014 : Déflagrations de Vanya Peirani-Vignes[5][source secondaire souhaitée]

### Télévision

#### Téléfilms
- 2022 : Le Saut du diable 2 : le Sentier des loups de Julien Seri : Hugo
- 2023 : Tu ne tueras point de Leslie Gwinner : Julien

#### Séries télévisées
- 2015 : Malaterra : Lisandru Marchetti (mini-série, 8 épisodes)
- 2020 : Cassandre : Barnabé (saison 5, épisode 4 : Le Secret d'Angèle)
- 2021 : Mensonges : Lucas Villeneuve, fils de Thomas (mini-série, 6 épisodes)
- 2022 : The Serpent Queen : Matisse (saison 1, 8 épisodes)
- 2022 : La Maison d'en face de Lionel Bailliu : Sam Chevalier (mini-série, 6 épisodes)
- 2023 : Les Pennac(s) d'Emmanuelle Caquille : ?

## Doublage

### Cinéma

#### Films
- Noah Jupe dans :
  - Bienvenue à Suburbicon (2017) : Nicky Lodge
  - Wonder (2017) : Jack Will
- 2014 : Si je reste : Teddy Hall (Jakob Davies)
- 2015 : Pan : Peter Pan (Levi Miller)
- 2015 : Very Bad Dads : Dylan Mayron (Owen Wilder Vaccaro)
- 2016 : War on Everyone : Au-dessus des lois : Danny Reynard (Zion Rain Leyba)
- 2019 : Child's Play : La Poupée du mal : Pugg (Ty Consiglio)
- 2021 : Licorice Pizza : Lance Brannigan (Skyler Gisondo)
- 2022 : Morbius : Michael Morbius jeune (Charlie Shotwell)
- 2022 : Colère divine : Ramiro (Santiago Achaga)
- 2022 : The Fabelmans : Samuel « Sammy » Fabelman (Gabriel LaBelle)
- 2023 : Asteroid City : Ricky (Ethan Josh Lee (en))
- 2023 : Retribution : Zach Turner (Jack Champion)
- 2023 : Winter Break : Teddy Kountze (Brady Hepner)
- 2023 : The Family Plan : Kyle Morgan (Van Crosby)
- 2023 : Le Cercle des neiges : Roberto Canessa (Matías Recalt)
- 2023 : Godzilla Minus One : Kōichi Shikishima (Ryūnosuke Kamiki)
- 2024 : Beautiful Wedding : Trenton Maddox (Jack Hesketh)
- 2024 : Jamais plus : Atlas, jeune (Alex Neustaedter)
- 2025 : The Monkey : Petey (Colin O'Brien)
- 2025 : The Electric State : Christopher (Woody Norman (en))
- 2025 : Bullet Train Explosion : Keiji Fuji (Kanata Hosoda)

#### Films d'animation
- 2014 : Le Chant de la mer : Ben
- 2018 : Léo et les extraterrestres : Marlon
- 2019[n 1] : KonoSuba, le film : Legend of Crimson : Chakamiya
- 2023 : Ninja Turtles: Teenage Years : Leonardo[n 2]
- 2023 : Les Trolls 3 : Kid Ritz
- 2024 : Haikyū!! : La Guerre des poubelles : Tetsurō Kuroo[6]

### Télévision

#### Téléfilms
- 2015 : Les Secrets de Turkey Hollow : Tim Emmerson (Graham Verchere)
- 2019 : Aussi dangereux que séduisant : Connor Weston (Sam Ashe Arnold)

#### Séries télévisées
- Nicolas Cantu dans :
  - The Walking Dead: World Beyond (2020-2021) : Elton Ortiz (20 épisodes)
  - Imbattables (2025) : Marcel Crawford
- 2014 : Rake : Adam Leon (Emjay Anthony) (6 épisodes)
- 2015-2017 : The Strain : Zach Goodweather (Max Charles) (33 épisodes)
- 2017-2019 : Les Désastreuses Aventures des orphelins Baudelaire : Duncan et Quigley Beauxdraps (Dylan Kingwell) (14 épisodes)
- 2018-2019 : The Walking Dead : Henry (Matt Lintz) (11 épisodes)
- 2019 : Le Nom de la rose : Adso de Melk (Damian Hardung) (mini-série)
- 2019 : Apache : La Vie de Carlos Tévez (es) : Pincha (Joel Delgado)
- 2020 : The School Nurse Files : ? (?)
- 2020-2022 : Ozark : Jonah Byrde (Skylar Gaertner) (2e voix, saisons 3 et 4)
- 2022 : Roar : Chad (Van Crosby) (saison 1, épisode 6)
- 2022 : Stranger Things : Andy (Clayton Johnson) (saison 4)
- 2022 : The Boys : ? (?)
- 2022 : MaveriX : Scott Griffin (Darcy Tadich) (10 épisodes)
- 2022 : Shining Vale : Ryan (Derek Luh) (6 épisodes)
- 2022 : Mo : Curtis (Joe Brooks Jr.) (saison 1, épisodes 3 et 5)
- 2022 : A Spy Among Friends (en) : l'homme à la cravate noire [Qui ?] (mini-série)
- 2022-2023 : Fear the Walking Dead : Ben Krennick / Aigle (Daniel Rashid) (4 épisodes)
- 2023 : La primera vez : Camilo Granados (Emmanuel Restrepo) (13 épisodes)
- 2023 : Valeria : David [Qui ?] (saison 3)
- 2023 : Lucky Hank (en) : Bartow (Jackson Kelly) (5 épisodes)
- 2023 : Hello Tomorrow! : Joey Shorter (Nicholas Podany) (10 épisodes)
- 2023 : Everything Now : Cameron (Harry Cadby) (8 épisodes)
- 2023 : Good Omens : ? (?) (saison 2)
- 2023 : La Chute de la maison Usher : Prospero Usher (Sauriyan Sapkota) (mini-série)
- 2023 : Gotham Knights : Turner Hayes (Oscar Morgan) (13 épisodes)
- 2023 : Black Snow (en) : Hector Ford jeune (Fraser Anderson)
- 2023 : Yoh! Christmas (en) : Motheo (Ntobeko Sishi)
- 2023-2024 : Élite : Joel (Fernando Lindez)
- 2023-2025 : Knokke Off : Alexander Vandael (Willem De Schryver)
- depuis 2023 : Percy Jackson et les Olympiens : Luke Castellan (Charlie Bushnell)
- 2024 : A Killer Paradox (en) : Jae-jun [Qui ?]
- 2024 : Dark Matter : Charlie Dessen (Oakes Fegley)
- 2025 : Adolescence : Ryan Kowalska (Kaine Davis) (mini-série)
- 2025 : High Potential : Bryan Schlotzky (Lurie Poston (en)) (saison 1, épisode 10)
- 2025 : Andor : Wilmon Paak (Muhannad Ben Amor) (saison 2)
- 2025 : Les Quatre Saisons : ? (?) (mini-série)
- 2025 : The Waterfront : Diller Hopkins (Brady Hepner (en))
- 2025 : Adults : Paul Baker (Jack Innanen (en))

#### Séries d'animation
- 2014-2016[n 3] : Haikyū!! : Tetsurō Kuroo
- 2018 : Baby Boss : Les affaires reprennent : Danny
- 2022 : Trapped in a Dating Sim: The World of Otome Games is Tough for Mobs : Léon Fou Bartford
- 2023 : Gamera : Régénération (en) : Brody
- 2023 : Pluto : Epsilon
- 2023 : Invincible : voix additionnelles
- 2024 : Sausage Party : Bouff'land (en) : voix additionnelles
- 2024 : Rising Impact : Lancelot Norman
- 2024 : Tales of the Teenage Mutant Ninja Turtles : Légendes des Tortues Ninja : Leonardo (voix)
- 2025 : Léviathan (en) : Aleksandar « Alek » von Hohenberg[n 4]